# Saint-Martin FR
| FR ist das Kürzel für den Kanton Freiburg in der Schweiz. Es wird verwendet, um Verwechslungen mit anderen Einträgen des Namens Saint-Martin zu vermeiden. |

Saint-Martin ist eine politische Gemeinde im Distrikt Veveyse (deutsch: Vivisbachbezirk) des Kantons Freiburg in der Schweiz. Mit Wirkung auf den 1. Januar 2004 wurden die früher selbständigen Gemeinden Besencens und Fiaugères mit Saint-Martin (FR) vereinigt.

## Geographie

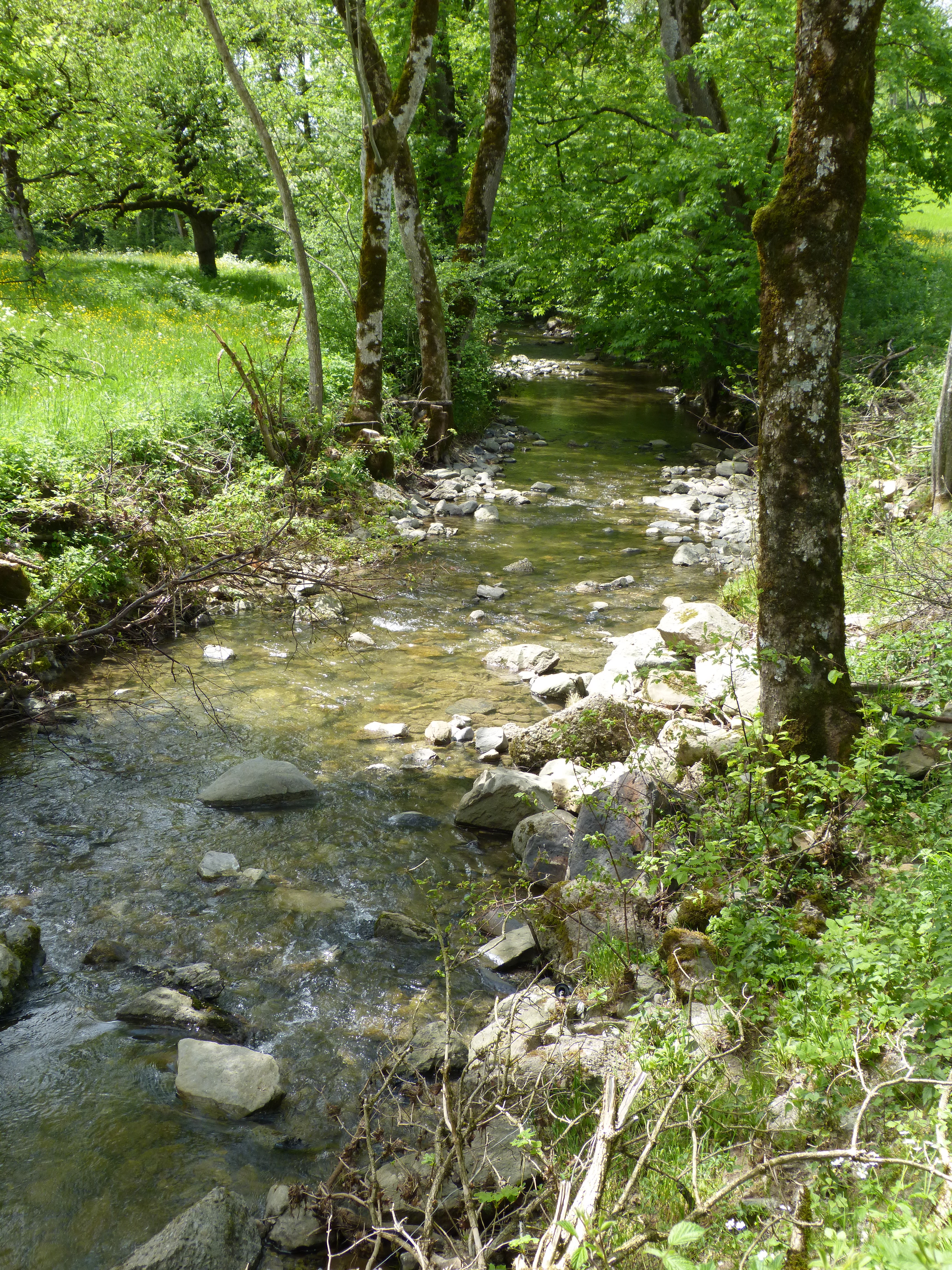
Blick von der Brücke bei Moulin de Villard auf die Mionne

Saint-Martin liegt auf 833 m ü. M., 15 km westsüdwestlich von Bulle (Luftlinie). Das Dorf erstreckt sich an aussichtsreicher Lage auf einer Geländeterrasse nördlich der Mionna, im Hochland der Haute-Veveyse, im äussersten Südwesten des Freiburger Mittellandes, nahe dem Alpenrand.
Die Fläche des 8,8 km² grossen Gemeindegebiets umfasst einen Abschnitt des Molasseplateaus östlich des Oberlaufs der Broye. Das Gebiet wird von Nordosten nach Südwesten von der Mionna in einer weiten Talmulde durchflossen. Nördlich an dieses Tal schliesst ein breiter Höhenrücken an, der auf dem Haut de Fiaugères gipfelt, welcher mit 922 m ü. M. die höchste Erhebung von Saint-Martin darstellt. Auf diesem Höhenrücken befindet sich das Moorgebiet Les Tourbières, das ein Hoch- und ein Flachmoor von nationaler Bedeutung darstellt. Ein kleiner Anteil des Gemeindegebiets liegt nördlich des Kamms im Einzugsbereich des Flon (rechter Seitenbach der Broye). Südlich des Tals der Mionna erstreckt sich der Gemeindeboden über den Höhenrücken von Le Jordil (bis 878 m ü. M.) bis an den Rand des unter Naturschutz gestellten Moores Les Mosses. Von der Gemeindefläche entfielen 1997 5 % auf Siedlungen, 16 % auf Wald und Gehölze, 78 % auf Landwirtschaft, und etwas weniger als 1 % war unproduktives Land.
Die Streusiedlungsgemeinde Saint-Martin besteht aus den Ortsteilen:
- Saint-Martin, 833 m ü. M., am nördlichen Talhang der Mionna, mit 534 Einwohnern und einem ehemaligen Gemeindegebiet von 3,8 km². Dazu gehörten auch die Weiler Villard (776 m ü. M.) am Hang unterhalb des Dorfes und Le Jordil (854 m ü. M.) auf dem südlich an das Mionna-Tal anschliessenden Höhenrücken.
- Besencens, 880 m ü. M., auf dem Höhenrücken zwischen den Tälern von Mionna und Flon, mit 154 Einwohnern und einem ehemaligen Gemeindegebiet von 2,1 km². Dazu gehörten auch die Weiler Clos Devant (840 m ü. M.) und La Jailla (870 m ü. M.), beide auf dem Höhenrücken von Besencens.
- Fiaugères, 853 m ü. M., am nördlichen Talhang der Mionna, mit 187 Einwohnern und einem ehemaligen Gemeindegebiet von 3,9 km². Dazu gehörte auch der Weiler Haut de Fiaugères (922 m ü. M.) auf dem Höhenrücken oberhalb des Dorfes.

Im Weiteren gehören zu Saint-Martin zahlreiche Einzelhöfe, welche über das ganze Gebiet verstreut liegen. Nachbargemeinden von Saint-Martin sind Le Flon, La Verrerie und Semsales im Kanton Freiburg sowie Maracon und Oron im Kanton Waadt.

## Bevölkerung

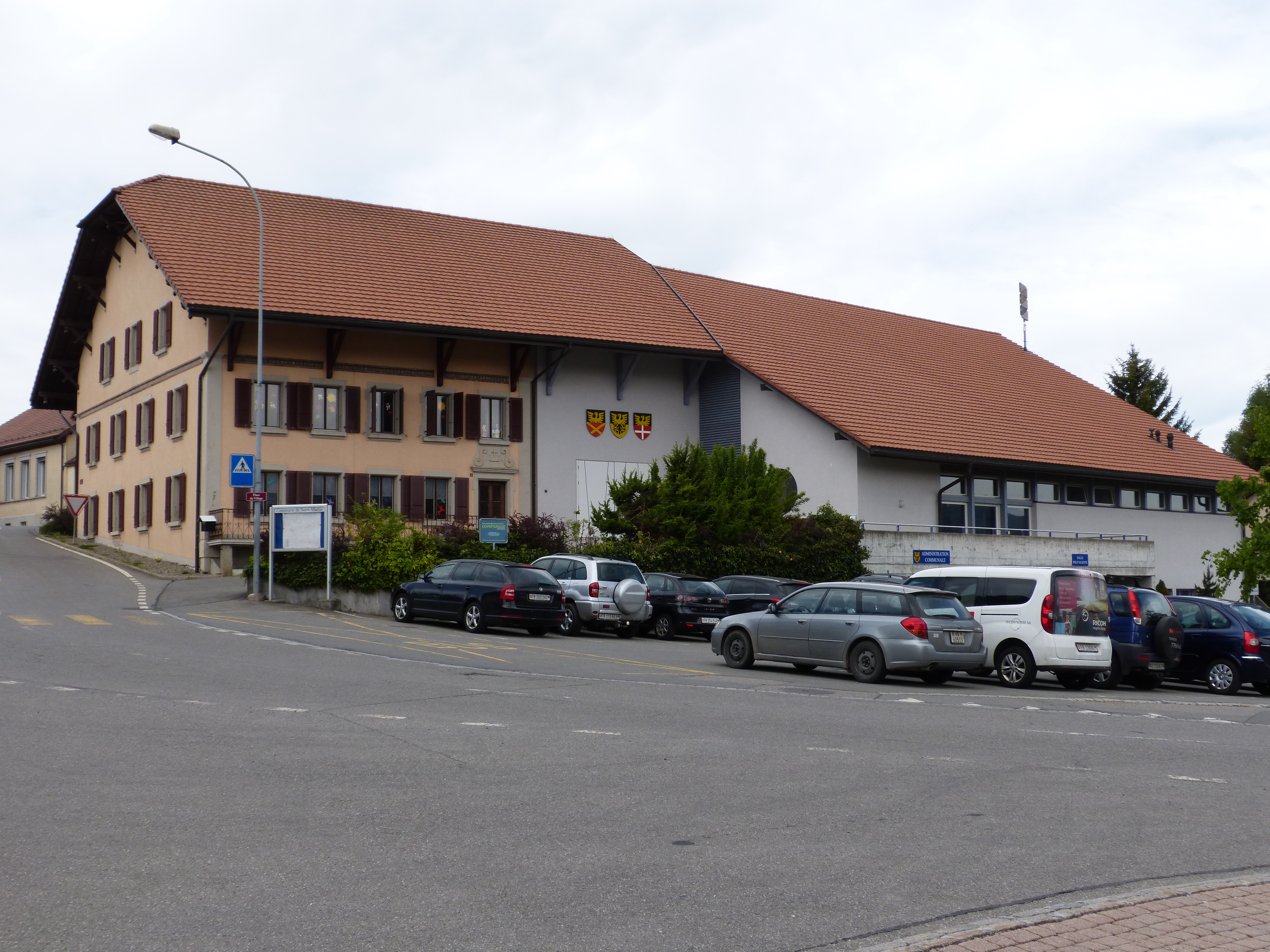
Gemeindehaus von Saint-Martin

Mit 1011 Einwohnern (Stand 31. Dezember 2023) gehört Saint-Martin zu den kleineren Gemeinden des Kantons Freiburg. Von den Bewohnern sind 93,6 % französischsprachig, 2,3 % deutschsprachig und 1,6 % sprechen Albanisch (Stand 2000). Die Bevölkerungszahl von Saint-Martin belief sich 1900 auf 875 Einwohner (inklusive der mittlerweile eingemeindeten Dörfer). Nachdem die Bevölkerung bis 1920 auf 911 Personen angestiegen war, wurde bis 1970 ein markanter Rückgang um über 35 % auf 586 Einwohner registriert. Seither wurde wieder eine Bevölkerungszunahme verzeichnet, die sich besonders seit den 1990er Jahren verstärkte.

## Wirtschaft
Saint-Martin war bis in die zweite Hälfte des 20. Jahrhunderts ein überwiegend durch die Landwirtschaft geprägtes Dorf. In den Moorgebieten von Saint-Martin wurde früher Torf gestochen. Bei Le Jordil wurden Kohlevorkommen entdeckt, die vor allem während des 19. Jahrhunderts für den Betrieb der Glashütte in La Verrerie abgebaut wurden. Der Abbau wurde während des Ersten sowie während des Zweiten Weltkrieges vorübergehend wieder aufgenommen.
Noch heute haben die Viehzucht und die Milchwirtschaft eine wichtige Bedeutung in der Erwerbsstruktur der Bevölkerung. Weitere Arbeitsplätze sind im lokalen Kleingewerbe und im Dienstleistungssektor vorhanden, unter anderem in Betrieben der Holzverarbeitung und des Transportgewerbes. In den letzten Jahrzehnten hat sich Saint-Martin dank seiner attraktiven Lage auch zu einer Wohngemeinde entwickelt. Viele Erwerbstätige sind deshalb Wegpendler, die hauptsächlich in den Regionen Oron, Châtel-Saint-Denis, Bulle und Vevey arbeiten.

## Verkehr
Die Gemeinde ist verkehrsmässig recht gut erschlossen. Sie liegt an der Hauptstrasse von Bulle nach Oron-la-Ville. Durch die Buslinie, die von Oron-la-Ville nach La Verrerie verkehrt, ist Saint-Martin an das Netz des öffentlichen Verkehrs angebunden.

## Geschichte
Das Gemeindegebiet von Saint-Martin war schon sehr früh besiedelt. So fand man zwei Gräber aus der Bronzezeit, die um 1000 vor Christus angelegt wurden. Die erste urkundliche Erwähnung des Ortes erfolgte 1228 unter dem Namen Sanctus Martinus ante Oruns. Das Dorf existierte aber schon wesentlich früher, denn die Pfarrei Saint-Martin wurde vermutlich im 7. Jahrhundert gegründet und gehörte neben derjenigen von Attalens zu den ältesten Kirchgemeinden der Gegend.
Seit dem Mittelalter unterstand Saint-Martin der Herrschaft Oron, die sich im Einflussbereich des Hauses Savoyen befand. Mit der Herrschaft gelangte das Dorf im ausgehenden 14. Jahrhundert in den Besitz der Grafen von Greyerz. Nachdem der letzte Graf von Greyerz 1554 Konkurs gemacht hatte, ging Saint-Martin 1555 in den Besitz von Freiburg über und wurde in der Folge der Vogtei Rue zugeordnet. Nach dem Zusammenbruch des Ancien Régime (1798) gehörte das Dorf während der Helvetik und der darauf folgenden Zeit zum damaligen Bezirk Rue, bevor es 1848 in den Bezirk Veveyse eingegliedert wurde.
Im Rahmen der vom Kanton Freiburg seit 2000 geförderten Gemeindefusionen votierten die Stimmberechtigten von Saint-Martin am 11. Juni 2003 einstimmig für die Fusion ihrer Gemeinde mit Besencens und Fiaugères. Mit Wirkung auf den 1. Januar 2004 wurden deshalb diese beiden Ortschaften nach Saint-Martin eingemeindet. Die neue Gemeinde erhielt ein neues Wappen.

Das alte Wappen von Saint-Martin

## Sehenswürdigkeiten

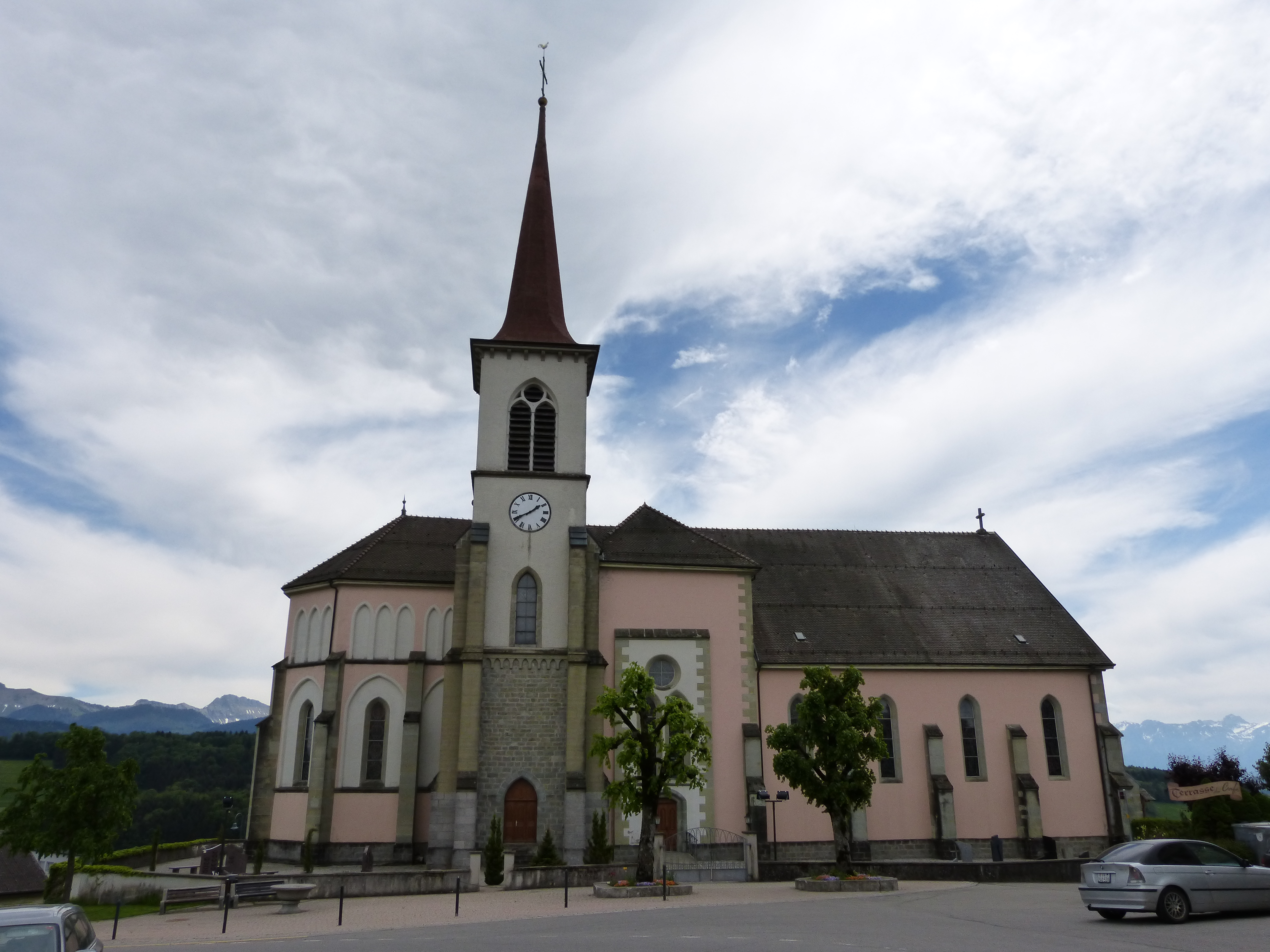
Kirche Saint-Martin

Die alte katholische Pfarrkirche von Saint-Martin wurde 1862 durch einen Neubau im Stil der Neugotik ersetzt. Die Kapelle bei Le Jordil wurde 1949 erbaut.

## Söhne und Töchter der Stadt
- Gérard Vial (* 1941), Autorennfahrer